# Ягодина, Виветта Степановна
Виветта Степановна Ягодина (род. 1923) — советская фехтовальщица. Мастер спорта СССР (1954).

## Карьера
Специализировалась в фехтовании на рапирах. Тренировалась у В. А. Аркадьева.
Чемпионка мира 1956 года в командной рапире, многократная чемпионка СССР.
Заслуженный мастер спорта СССР.
В 1955 году художница И. Н. Попова нарисовала картину «Фехтовальщица, заслуженный мастер спорта Ягодина», ныне хранящуюся в Новочебоксарском художественном музее.